# Церковь Космы и Дамиана (Трёхречье)
Це́рковь святы́х бессре́бреников Косьмы́ и Дамиа́на — православный храм Второго Вятского благочиния Вятской епархии Русской православной церкви. Расположен в селе Трёхречье Кирово-Чепецкого района Кировской области.

## Постройка храма
Деревянная церковь во имя бессребреников Космы и Дамиана была построена в 1903—1905 годах (была приписана к селу Пасегово).
Строительство каменной церкви по проекту Вятского губернского архитектора И. А. Чарушина завершили в 1916 году.
Храм купольный, в плане чётко выражен удлинённый крест. Средокрестие перекрыто сферическим куполом на цилиндрическом световом барабане, прорезанном 16-ю окнами. Вместе с пятью окнами в алтаре они наполняют здание светом. Колокольня шатровая, восьмигранный шатёр акцентирован с четырёх сторон стрельчатыми слухами. В решении западного крыльца присутствуют любимые мотивы архитектора: «подвесная гирька в арке», «залом» на крыше.

## Советский период
Закрытие храма (в 1961 году) в ходе антирелигиозной кампании 1959—1964 годов было задокументировано в статье православного правозащитника, политзаключённого Б. В. Талантова в статье «Сергиевщина, или приспособленчество к атеизму (Иродова закваска)» как пример претерпеваемых верующими гонений.
После закрытия церкви здание использовалось под спортивный зал (пока в селе была школа) и под склад минеральных удобрений. Первое богослужение в восстанавливаемой Космодамиановской церкви состоялось в престольный праздник – 14 июля 1998 года.